# 醴峰觀
醴峰觀，又称李封观、里峰观，位於四川省南充市南部縣大坪镇丘垭场社区大铜锣山。醴峰观始建年代不详，现存山门、东西厢房、拜殿、大殿和皇娘殿，其中大殿建于元大德十一年（1307年），为四川省现存最早的有题记纪年的建筑。1994年公布为南充市文物保护单位。2002年12月27日公佈為四川省第六批省級文物保護單位。2006年5月25日列為第六批全國重點文物保護單位。